# Elenore Abbott
Elenore Abbott (születési neve Elenore Plaisted) (Lincoln, Maine, 1875. – 1935.) amerikai mesekönyv- és ifjúsági könyv illusztrátor, tájkép- és portréfestő, díszlettervező.

## Pályafutása
Philadelphiában tanult a Pennsylvania Academy of the Fine Arts és a Philadelphia School of Design for Women intézményekben. Párizsban folytatta tanulmányait az Académie des Beaux-Arts-ban, ahol kiállították képeit.
1899-ben visszatért Philadelphiába. A Drexel Intézetben Howard Pyle illusztrátor és ifjúsági író tanítványa volt.
Elenore sikeres művész lett. Rajzait közölte a The Saturday Evening Post, a Harpers’s Magazine, és a Scribner’s  Magazine. Illusztrációival jelent meg az Emberrablók (Kidnapped) és A kincses sziget (Robert Louis Stevenson), The Swiss Family Robinson (Johan David Wyss), An Old Fashioned Girl (Louisa May Alcott), és a Grimm fivérek Legszebb meséi.
A Delaware megyei Rose Valley-ben működő Hedgrow Theatre-t alapító színtársulatnak díszleteket tervezett.

## Galéria

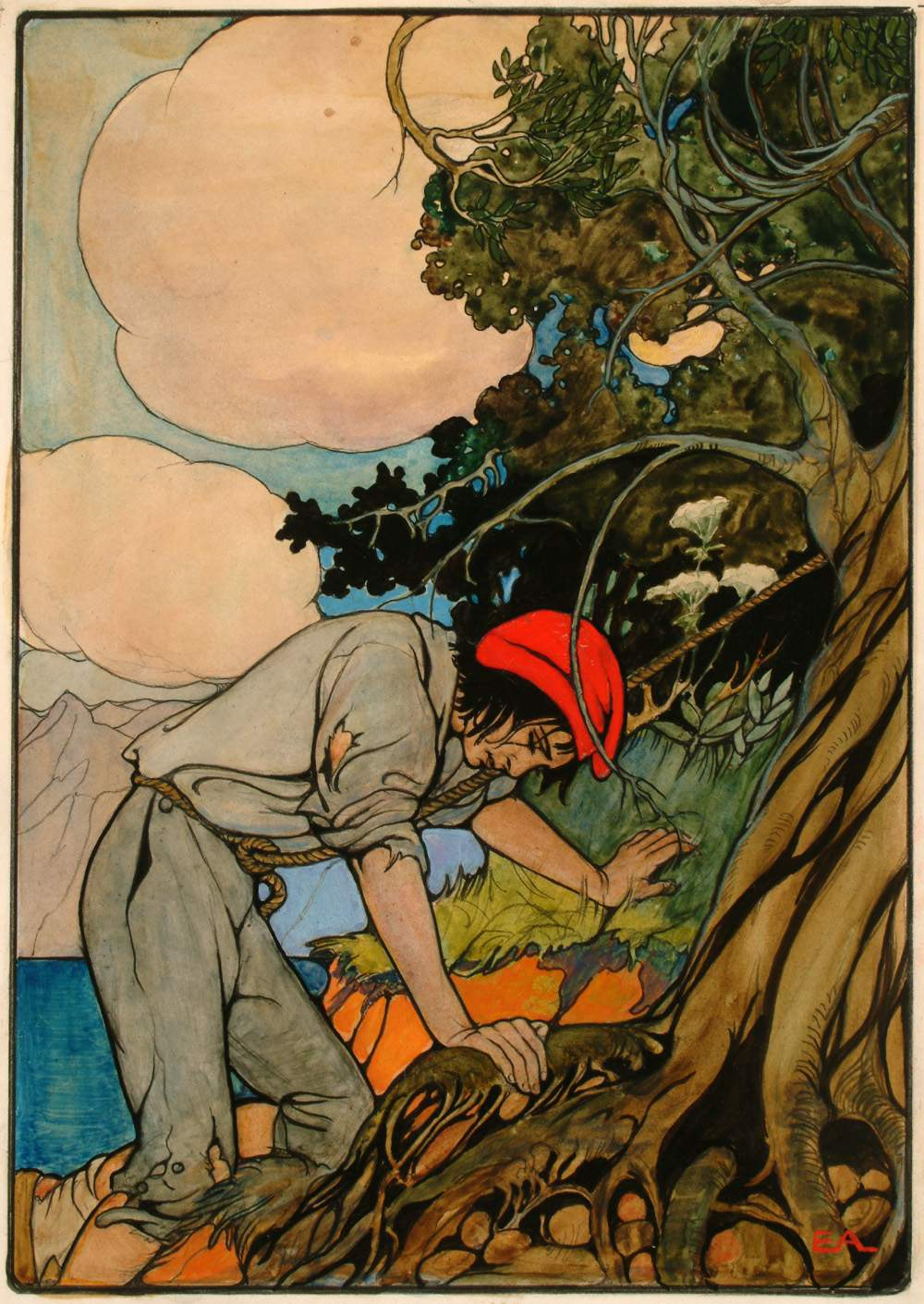
A kincses sziget
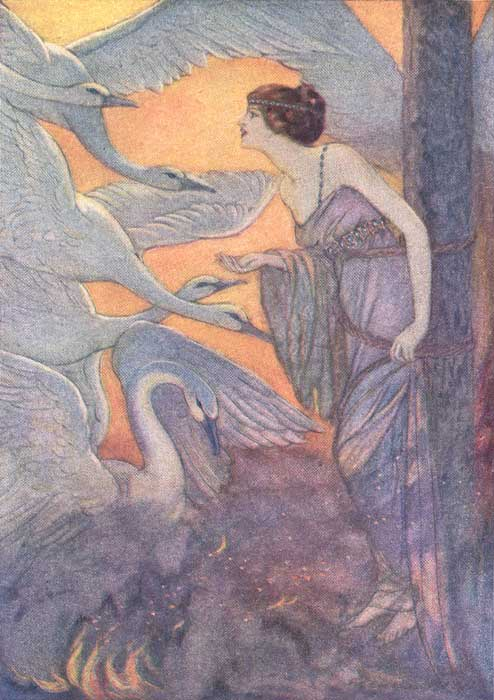
A hat hattyú
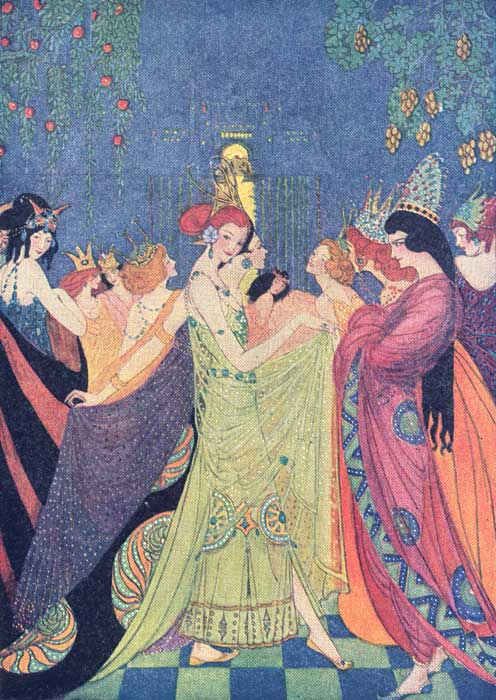
A széttáncolt cipellők
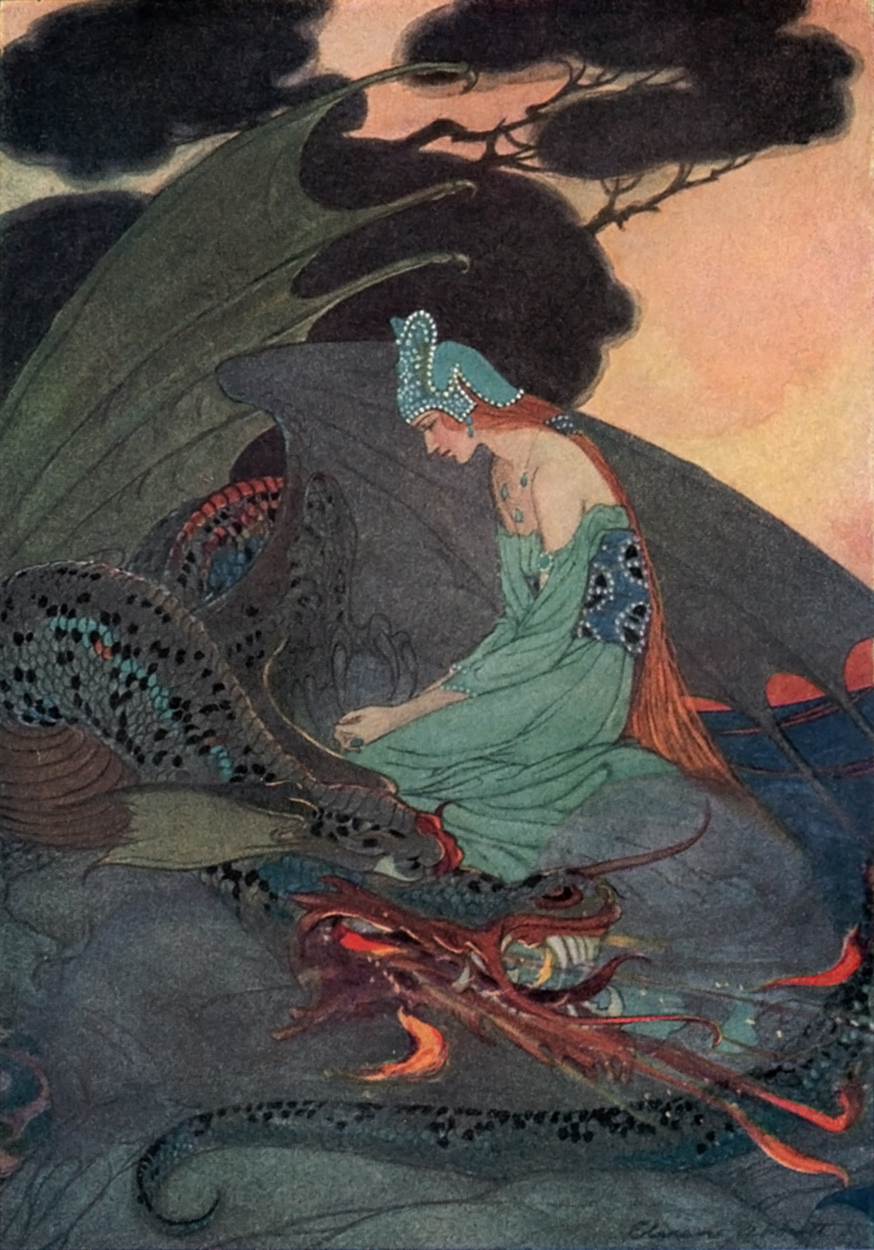
A két testvér